# Новосибирская камерата
Ансамбль солистов Новосибирская камерата — ансамбль солистов классической музыки Новосибирской государственной филармонии, работающий в Новосибирске с 1976 года.

## История
Ансамбль солистов Новосибирская камерата был основан в Новосибирске при Новосибирской государственной филармонии в 1995 году. Первоначально состав ансамбля составили ведущие артисты-струнники Новосибирского симфонического оркестра, которые были рекомендованы к зачислению в этот коллектив художественным руководителем ансамбля, лауреатом Государственной премии РФ, народным артистом СССР Арнольдом Михайловичем Кацом. Эта группа исполнителей стала основой всей струнной составляющей Новосибирского симфонического оркестра.
Ансамбль успешно работает на протяжении длительного времени. Начиналась музыкальная деятельность коллектива с лаборатории, где струнники повышали своё мастерство. В настоящее время этот коллектив получил международное признание и выступает на лучших мировых площадках классической музыки. За всё время работы ансамбля было создано более 500 концертных программ. На сцене Камерного зала Новосибирской филармонии коллектив имеет свой персональный абонемент. 
Ведущие солисты мира выступали совместно в Новосибирской камератой – Алексей Наседкин, Аркадий Шилклопер, Гарри Гродберг, София Гиббс Ким, Илзе Урбани, Секстет «Канженье», Борис Андрианов, Владимир Мищук, Лиана Исакадзе, Алексей Людевиг, Антония Чифроне, Даниэла Скиллачи и другие известные музыканты.
«Новосибирская камерата» является участником многих известных и популярных фестивалей. Коллектив музыкантов принимал участие в фестивале «Новый серебряный век» в Санкт-Петербурге, где была исполнена мировая премьера сочинения Гия Канчели «Ex contrario», также работали совместно с Антоном Бараховским в гастрольных турах по городам Японии. «Год итальянской культуры в России» не остался без активного участия новосибирцев.
Санкт-Петербургская филармония регулярно предоставляет свою площадку для концертных программ «Новосибирской камераты».
В Новосибирске многие проекты примечательные состоялись с участием музыкантов камераты:Д. Перголези. Опера «Служанка–госпожа» (2013 г., концертное исполнение), Г.Ф. Гендель. Оратория «Мессия» (2012 г., международный фестиваль «Классика»), «Песни Фрэнка Синатры» (2010г., совместно с Биг-Бэндом Владимира Толкачева), А. Вивальди. Кантата «Глория» (10-й Международный Рождественский фестиваль искусств, 2013г.), «Музыка Андрея Петрова» (2-й, 8-й Всероссийские фестивали музыки А. Петрова).
Три альбома музыки имеются в активе новосибирского ансамбля классической музыки. Один из альбомов – «Парад солистов» – посвящен памяти А.М. Каца.
С 2008 года Фабио Мастранжело работает в должности художественного руководителя коллектива.